# Зимові Олімпійські ігри 2026
Зимові Олімпійські ігри 2026 (англ. 2026 Winter Olympics, офіційна назва XXV зимові Олімпійські ігри) — зимові Олімпійські ігри, які пройдуть в італійських містах Мілан і Кортіна-д'Ампеццо.

## Вибори місця проведення
- Мілан-Кортіна-д'Ампеццо — Кортіна-д'Ампеццо проводилися Зимові Олімпійські ігри 1956.
- Стокгольм-Оре — відкликав кандидатуру на проведення Ігор-2022[2] — тут вже проводилися Літні Олімпійські ігри 1912.

## Колишні потенційні заявки
- Калгарі — тут вже проводилися Зимові Олімпійські ігри 1988[3], зацікавлення висловив мер міста[3][4][5][6][7][8].
- Грац.
- Сьйон.
- Солт-Лейк-Сіті — тут вже проводилися Зимові Олімпійські ігри 2002.
- Ліллегаммер — тут вже проводилися Зимові Олімпійські ігри 1994.
- Інсбрук — тут вже проводилися Зимові Олімпійські ігри 1964 та Зимові Олімпійські ігри 1976.
- Алмати — міг би виграти на Зимові Олімпійські ігри 2022, але переміг Пекін.
- Львів — національний проєкт Олімпійська надія України 2022[9]. Через війну на сході України заявку було відкликано 30 червня 2014[10].
- Бостон.
- Дрезден.
- Аоста[11].
- Саппоро — тут вже проводилися Зимові Олімпійські ігри 1972[12].
- Ерзурум — тут вже проводилася Зимова Універсіада 2011.